# Oblast de Tula
O oblast de Tula é uma divisão federal da Federação da Rússia. Fica geograficamente na Rússia Europeia, e é parte do Distrito Federal Central, cobrindo uma área de 25 700 km² e tendo, de acordo com o censo populacional de 2010, uma população de 1 553 925 habitantes.
A maior cidade e centro administrativo do oblast é Tula.
O território do oblast faz fronteira com o oblast de Moscovo a norte, com o oblast de Riazan a leste, com o oblast de Lipetsk a sudeste, com o oblast de Oriol a sudoeste, e com o oblast de Kaluga a oeste. É um dos territórios mais desenvolvidos e urbanizados da Rússia, sendo que a maioria do seu território forma a aglomeração de Tula-Novomoskovsk, uma área urbana com mais de 1 milhão de habitantes.